# GIOVE-A
Giove-A je technologická navigační družice pro ověřování funkce pozemního segmentu chystaného navigačního systému Galileo. Její technické předstartovní označení bylo GSTB-V2/A (Galileo System Test Bed - Version 2, satellite A). Postavila ji firma Surrey Satellite Technology Ltd. (SSTL), Guildford, Surrey (Velká Británie), z jejíž pozemní stanice je družice řízena. Operativním provozovatelem je organizace European Space Agency (ESA), Paris (Francie) pro Evropskou komisi (European Commission, EC), Bruxelles (Belgie).

## Etymologie
Název Giove je zkratkové slovo, odvozené od Galileo In-Orbit Validation Element. Současně však také znamená v italštině jméno planety Jupiter jako upomínku na Galileův objev čtyř velkých měsíců této planety.

## Popis družice
Tříose stabilizovaná družice odvozená od typu Gemini (Geostationary Minisatellite) s tělem tvaru kvádru o rozměrech 1,3×1,8×1,65 m je vybavená dvěma rozklápěcími panely fotovoltaických baterií o rozpětí 4,54 m dodávajících 700 W elektrické energie a dobjejících 3 lithiumiontové akumulátorové baterie. Na palubě je předprototypové navigační zařízení, které tvoří:
- dvoje přesné rubidiové atomové hodiny (stabilita ±10 ns/den);
- dva navigační vysílače pracující v pásmu L (1,2 a 1,6 GHz);
- kruhová vysílací anténa se syntetickou aperturou;
- experimentální navigační přijímač systému GPS pro testování možnosti autonomního stanovování parametrů oběžné dráhy.

Kromě toho nese přístroje pro monitorování prostředí na operační dráze pro družice systému Galileo a to:
- dva monitory pronikavé radiace;
- přístroj pro měření statického náboje hromadícího se na povrchu družice.

Stabilizaci zajišťuje systém silových setrvačníků a plynové trysky pracující s butanem skladovaným ve dvou nádržích s kapacitou 2×25 kg, které mohou sloužit i pro drobné korekce dráhy.

## Průběh letu
Nosná raketa Sojuz-FG/Fregat vzlétla z kosmodromu Bajkonur dne 28. prosince 2005 v 05:19:08 UT (světového času). Po řadě manévrů posledního stupně byla družice v 09:01:38 UT navedena na operační dráhu a oddělila se od rakety. Pohybuje se v rovině dráhy č. 1 systému Galileo. Obíhá Zemi po dráze se sklonem 56,05° k rovníku ve výši 23 012 až 23 258 km s dobou oběhu 840,98 minuty.
Předpokládaná aktivní životnost této družice jsou 2 roky.